# Termoplastic
Termenul de termoplastic face referire la acele materiale sintetice polimerice de natură organică, anorganică sau mixtă, care se pot prelucra ușor doar prin încălzirea la o anumită temperatură.
Majoritatea termoplasticelor prezintă o masă moleculară mare, iar catenele polimerice, asociate prin forțe intermoleculare, cedează ușor odată cu creșterea temperaturii. Astfel, se pune în vedere proprietatea principală a termoplasticelor, anume aceea că ele pot fi remodelate prin încălzire, prin diverse tehnici. Avantajul lor este că, prin răcire, materialele termoplastice se solidifica și își păstrează noua formă. 

## Exemple
Exemple de polimeri termoplastici sunt: acrilicul, acrilonitril-butadien-stirenul, nylonul, polibenzimidazolul, policarbonatul, polietilena, etc.